# Julius Reinecke
Pour les articles homonymes, voir Reinecke.
Julius Reinecke (né le 12 août 1830 à Seesen et mort le 10 mars 1914 à Sagan) est gérant de domaine et membre du Reichstag.

## Biographie
Reinecke étudie au lycée et aux académies agricoles de Brunswick et Tharandt. Il est président de plusieurs associations agricoles et gérant de domaines sur Ober- et Mittel-Mednitz à Ober-Mednitz près de Sagan, où il dirige également une distillerie.
De 1894 à 1913, il est membre de la Chambre des représentants de Prusse, il rejoint le groupe parlementaire du Parti conservateur libre. De 1877 à 1881, il est membre du Reichstag pour la 2e circonscription de Liegnitz (Sagan, Sprottau) pour le Parti national libéral.